# Понте а Викио (Фиренца)
Понте а Викио је насеље у Италији у округу Фиренца, региону Тоскана.
Према процени из 2011. у насељу је живело 34 становника. Насеље се налази на надморској висини од 173 м.